# Libacao
Libacao ist eine philippinische Stadtgemeinde in der Provinz Aklan. Sie hat 28.241 Einwohner (Zensus 1. August 2015).

## Baranggays
Libacao ist politisch unterteilt in 24 Baranggays.
| - Agmailig - Alfonso XII - Batobato - Bonza - Calacabian - Calamcan - Can-Awan - Casit-an - Dalagsa-an - Guadalupe - Janlud - Julita | - Luctoga - Magugba - Manika - Ogsip - Ortega - Oyang - Pampango - Pinonoy - Poblacion - Rivera - Rosal - Sibalew |